# Хайнрих III (Текленбург)
Вижте пояснителната страница за други личности с името Хайнрих III.
Хайнрих III фон Текленбург (на немски: Heinrich III von Tecklenburg; * ок. 1217; † 25 юли 1247) е граф на Текленбург като съ-регент, граф на Вехта-Влото и фогт на Метелен.

## Биография
Той е третият син на граф Ото I фон Текленбург († 1263) и съпругата му Мехтхилд фон Холщайн-Шауенбург (1190 – 1264), дъщеря на граф Адолф III фон Холщайн-Шауенбург и Аделхайд фон Кверфурт. Брат е на Ото (1215 – сл. 1226) и Адолф (1216 – пр. 1238).
Хайнрих III се жени през 1244 г. за Юта фон Равенсберг (* ок. 1223; † сл. 1302), наследничка на Флото и Фехта, дъщеря на граф Ото II фон Равенсберг и графиня София фон Олденбург-Вилдесхаузен. Бракът е бездетен.
Хайнрих III умира на 25 юли 1247 г. Вдовицата му Юта фон Равенсберг се омъжва втори път през 1250/1251 г. за Валрам III, господар на Моншау († 1266). През 1252 г. те, заедно с майка ѝ София фон Олденбург, продават Емсланд и Вехта за 40 000 марки на епископ Ото II фон Мюнстер († 1259). Освен това тя подарява подаръците си от първия брак на епископството.
Наследници на Текленбург са сестрите му Елизабет (1222 – 1268), омъжена за Хайнрих IV фон Олденбург-Вилдесхаузен (1205 – 1271), и сестра му Хайлвиг фон Текленбург (1219 – 1264), омъжена пр. 1232 г. за граф Ото II фон Бентхайм-Текленбург (1205 – 1279), майка на граф Ото III фон Текленбург (1253 – 1285).